# Мироны (Полтавская область)
Мироны (укр. Мирони) — село,
Погребняковский сельский совет,
Семёновский район,
Полтавская область,
Украина.
Код КОАТУУ — 5324586305. Население по переписи 2001 года составляло 334 человека.

## Географическое положение
Село Мироны находится на левом берегу реки Сула,
выше по течению на расстоянии в 1 км расположено село Горошино,
ниже по течению примыкает село Погребняки.
Река в этом месте извилистая, образует лиманы, старицы и заболоченные озёра.

## История
Село образовалось после 1945 года слиянием поселений: Мироны (Миронов), Сердюки, Пилипенки (Пилипенков), Выдыши, Шулики и Михалюки